# Asparagus setaceus
Asperge sétacée
Espèce
L'Asperge sétacée (Asparagus setaceus) est une espèce de plantes de la famille des Asparagacées.